# Saint-Crépin-de-Richemont
Saint-Crépin-de-Richemont foi uma comuna francesa na região administrativa da Nova Aquitânia, no departamento Dordonha. Estendia-se por uma área de 25,88 km². Em 2010 a comuna tinha 213 habitantes (densidade: 8,2 hab./km²).
Em 1 de janeiro de 2019, passou a formar parte da nova comuna de Brantôme en Périgord.